# Onufri
Onufri var en albansk ikonmålare, verksam på 1500-talet.
Onufri återupptäcktes dock inte förrän i början av 1900-talet.
Onufri levde i en för Albanien tumultartad period, då det Osmanska riket hade ockuperat landet och tvingade albanerna att konvertera till islam. Att måla ikoner med kristna motiv blev till en form av motstånd mot den osmanska överheten.
Onufri målade i en bysantinsk stil; hans målningar har påträffats i bl.a. städerna Berat och Elbasan. Han grundade en skola för ikonmåleri som senare leddes av hans son Nikolla.
Onufris stil präglas av realism. Det mesta karakteristiska för Onufris målningar är förmodligen den typiska ljusröda färgen som var dominerande inom måleriet i det medeltida Albanien. 